# 嶋津昭
島津昭（日语：／ Shimadu Akira，1943年7月8日—）是日本的自治總務官僚。

## 簡歷
- 1943年7月8日，東京都出生。
- 1967年3月，東京大學法學部公法課程畢業[1]。
- 1967年4月，自治省入省。
- 1967年，靜岡縣總務部財政課[2]。
- 1970年，自治省大臣官房總務課。
- 1974年，石川縣總務部財政課長[2]。
- 1978年，自治省財政局地方債課長補佐[2]。
- 1980年，靜岡縣總務部財政課長[2]
- 1982年，自治省大臣官房總務課理事官[2]。
- 1982年，自治省財政局財政課理事官[2]。
- 1983年，自治省財政局財政企劃官[2]。
- 1985年，奈良縣總務部長[2]。
- 1987年，自治省財政局調整室長[2]。
- 1994年7月，自治省大臣官房審議官（財政擔當）[3]。
- 1996年9月，自治省大臣官房總務審議官[3]。
- 1998年1月，自治省大臣官房長[2]。
- 1999年，自治省財政局長[2]。
- 2001年1月，初代總務事務次官。
- 全國知事會事務總長。

## 荣誉

### 日本勋章奖章
- 瑞宝大绶章（2021年4月29日公布[4]）